# Lijst van beelden in Heerlen
Dit is een (onvolledige) chronologische lijst van beelden in Heerlen. Onder een beeld wordt hier verstaan elk driedimensionaal kunstwerk in de openbare ruimte van de Nederlandse gemeente Heerlen, waarbij beeld wordt gebruikt als verzamelbegrip voor sculpturen, standbeelden, installaties, gedenktekens en overige beeldhouwwerken.
Voor een volledig overzicht van de beschikbare afbeeldingen zie: Beelden in Heerlen op Wikimedia Commons.
| Geplaatst | Omschrijving                | Kunstenaar                  | Straat                                        | Plaats                   | Materiaal   | Afbeelding                   |
| --------- | --------------------------- | --------------------------- | --------------------------------------------- | ------------------------ | ----------- | ---------------------------- |
| 1640 ?    | wapensteen                  |                             | Kasteel Hoensbroek                            | Hoensbroek               |             |                              |
| 1906      | Johannes Evangelist         |                             | Sint Jansstraat, kerk                         | Hoensbroek               |             |                              |
| 1920      | Heilig Hartbeeld            | Firma Van Balgooy           | Hoofdstraat, bij Sint-Janskerk                | Hoensbroek               | Zandsteen   |                              |
| 1924      | Heilig Hartbeeld            | Toon Dupuis                 | Tempsplein                                    | Heerlen                  | brons       |                              |
| 1930      | Heilig Hartbeeld            | August Hermans              | Kerkstraat                                    | Heerlerheide             | natuursteen |                              |
| 1935      | Heilig Hartbeeld            | Charles Vos                 | Gasthuisstraat 21                             | Heerlen                  |             |                              |
| 1939      | Heilig Hartbeeld            | Sjef Eijmael                | Kerkplein                                     | Hoensbroek               | Euville     |                              |
| 1952      | Mijnwerkersmonument         | Charles Vos                 | Van de Maessenstraat                          | Heerlen                  |             |                              |
| 1950      | Sint Jan                    | Piet Killaars               | Patersweg                                     | Hoensbroek               |             |                              |
| 1953      | Oorlogsmonument             | Charles Vos                 | Markt                                         | Hoensbroek               |             | Oorlogsmonument Hoensbroek   |
| 1954      | Dr.Poels                    | Wim van Hoorn               | Rector Poelsplein                             | Heerlen                  |             |                              |
| 1955-1960 | Sint Agnes                  |                             | Doctor Clemens Meulemanstraat                 | Heerlen                  | steen       |                              |
| 1962      | Goede Herder                | Piet Schoenmakers           | Beersdalweg, t.o. Sint-Antonius van Paduakerk | Vrank                    | keramiek    |                              |
| 1963      | De Zaaier                   | Rob Stultiens               | hoek Zutphenstraat-Limburgiastraat            | Heerlen-Schaesbergerveld |             | De Zaaier                    |
| 1964      | Monseigneur Savelberg       | Mari Andriessen             | bij Pancratiuskerk                            | Heerlen                  |             |                              |
| 1964      | Zeemeermin                  | Cor van Noorden             | Vergiliusstraat / Ovidiusstraat               | Heerlen                  |             |                              |
| 1966      | Monsieur Jacques Plechtig   |                             | Promenade                                     | Heerlen                  |             | Ikerus                       |
| 1967      | Sint Barbara                |                             | Heerenweg-Hei-Grindelweg                      | Heksenberg               |             | Sint-Barbarabeeld Heksenberg |
| 1968      | Zwevend (fontein)           | Arthur Spronken             | Schouwburgplein                               |                          | brons       |                              |
| 1970      | Beweging in de ruimte, golf | Piet Killaars               | Kruisstraat                                   | Heerlen                  | brons       |                              |
| 1972      | Der Koehp va Hehle          | Vera van Hasselt            | Raadhuisplein                                 | Heerlen                  | brons       |                              |
| 1976      | De mijnwerker               | Frans Gast                  | Raadhuisplein                                 | Heerlen                  | brons       |                              |
| 1978      | ’t Roeëd Trüd               | Vera van Hasselt            | Bekkerweg                                     | Heerlen                  | brons       |                              |
| 1981      | Uil                         | Fons Bemelmans              | Uilegats                                      | Heerlen                  |             | Uil                          |
| 1987      | De Griffioen                | Gerard Hali                 | Coriovallumstraat                             | Heerlen                  |             |                              |
| 1988      | D'r Maatbül                 | Sjef Drummen                | Bongerd                                       | Heerlen                  |             |                              |
| 1990      | De Wachter                  | Twan Lendfers               | Bongerd                                       | Heerlen                  |             |                              |
| 1992      | D’r lachende Ehzel          | Cyriel Laudy                | Pancratiusplein                               | Heerlen                  | brons       |                              |
| 1998      | d'r Sjandeler Jong          | Renate Petit-Becker         | Meezenbroekerweg / Sittarderweg               | Heerlen                  |             |                              |
| 1999      | Dialoog                     | Pierre Lumey                | Akerstraat / Molenberglaan                    | Heerlen                  |             |                              |
| 2005      | De Druppel                  | Ivon Drummen                | Akerstraat / Putgraaf                         | Heerlen                  | rvs         | De Druppel                   |
| 2005      | De duikster                 | Theo Lenartz                | Valkenstaete                                  | Heerlen                  |             | De duikster                  |
|           | Kasteelboek                 |                             | Kasteel Hoensbroek                            | Hoensbroek               |             |                              |
| 2019      | Indiëmonument               | Hendri Wanders              | Tuin van Dinger                               | Heerlen                  |             |                              |
| 2019      | ReCycle                     | Vrienden van de Kweekvijver | Sint Franciscusweg / Sint Antoniusweg         | Heerlen                  | metaal      |                              |
| ?         | Ikerus                      |                             | Spoorsingel-Gringelstraat                     | Heerlen                  |             | Ikerus                       |
| ?         | D'r JUUL                    |                             | Promenade                                     | Heerlen                  |             | D'r JUUL                     |